# Laura Amaro
Laura Nascimento Amaro (Rio de Janeiro, 27 de outubro de 2000) é uma halterofilista brasileira. Foi vice-campeã mundial em 2021. Representou o Brasil nos Jogos Olímpicos de Verão de 2024.

## Biografia
Foi criada no bairro de Cascadura, Zona Norte do Rio de Janeiro. Com 13 anos, ingressou  no Programa Forças no Esporte (PROFESP) do Centro de Educação Física Almirante Adalberto Nunes (CEFAN), na Penha, no Rio de Janeiro. Inicialmente, se interessou pelo futebol. Desde 2014 compete no levantamento de peso olímpico, onde conquistou importantes resultados. Além do halterofilismo, Laura também competiu pelo skeleton nos Jogos Olímpicos de Inverno da Juventude de 2016, em Lillehammer, tendo ficado em 20º lugar.
Em 2021, conquistou seu a medalha de prata no arranco na categoria até 76 kg durante o Campeonato Mundial realizado em Tashkent. Foi a primeira vez que uma brasileira figurou no pódio em um mundial da modalidade.
Nos Jogos Sul-Americanos de 2022, em Assunção, foi prata na categoria 87kg. Foi ainda medalha de bronze nos Jogos Pan-Americanos de 2023, em Santiago, na categoria 81kg.
Competiu nos Jogos Olímpicos de Verão de 2024, em Paris, ficando em sétimo lugar na categoria até 81kg. A brasileira fez um arranco de 105kg e um arremesso de 135kg.